# 糙稃大麦草
糙稃大麦草（学名：Hordeum turkestanicum）为禾本科大麦属下的一个种。

## 扩展阅读
- 維基物種上的相關：糙稃大麦草